# Hypogastrura aequipilosa
Hypogastrura aequipilosa är en urinsektsart som först beskrevs av Stach 1949.  Hypogastrura aequipilosa ingår i släktet Hypogastrura och familjen Hypogastruridae. Inga underarter finns listade i Catalogue of Life.